# Li Brådhe
Li Helena Brådhe, ursprungligen Annelie Helena Johansson, född 4 februari 1953 i Karlstad, är en svensk skådespelare.

## Biografi
Brådhe studerade vid Skara Skolscen följt av Statens scenskola i Malmö 1972–1975.. Sedan dess har hon varit engagerad på bland annat Turteatern, Länsteatern i Örebro och Östgötateatern. 1992 kom hon till Regionteatern Blekinge Kronoberg i Växjö och sedan 2003 tillhör hon ensemblen på Malmö stadsteater.
Hon var medlem i TV-teaterensemblen i tre år i början av 1980-talet med framträdande roller i bland annat Vår stad (1982) och Shaws Major Barbara (1982) och senare i tv-serien Varuhuset (1987-1988). Hon har även medverkat i flera filmer.

## Filmografi
- 1977 – Lära för livet (TV-serie)
- 1977 – Hempas bar
- 1979 – Den nya människan
- 1981 – Genombrottet
- 1981 – Missförståndet
- 1981 – Höjdhoppar'n
- 1983 – Vad sa han, getingen...
- 1983 – Midvinterduell
- 1983 – Mannen utan själ
- 1984 – Lykkeland
- 1987 – Varuhuset (TV-serie)
- 1988 – Det första äventyret
- 1990 – Nånting levande åt Lame-Kal
- 1992 – Den femtonde hövdingen
- 1994 – Händerna
- 2002 – Den osynlige
- 2003 – Den 5:e kvinnan
- 2003 – Mannen som log
- 2003 – Manne Menlös
- 2010 – God jul, mormor
- 2017 – Ack Värmland (TV-serie) (gästroll)
- 2017 – Den enda vägen
- 2018 – Unga Astrid

## Teater

### Roller (ej komplett)
| År   | Roll                                              | Produktion                                                               | Regi                  | Teater                           |
| ---- | ------------------------------------------------- | ------------------------------------------------------------------------ | --------------------- | -------------------------------- |
| 1983 | Catherine                                         | Utsikt från en bro (A View From the Bridge) Arthur Miller                | Georg Malvius         | Örebro länsteater                |
| 1983 | Juliet                                            | Romeo och Juliet (The Tragedy of Romeo and Juliet) William Shakespeare   | Georg Malvius         | Örebro länsteater                |
| 1984 | Beatrice Rasponi                                  | Två herrars tjänare (Il servitore di due padroni) Carlo Goldoni          | Alfred Meschnigg      | Örebro länsteater                |
| 1985 | Gloria                                            | Maratondansen (They shoot horses, don't they?) Ray Herman                | Örjan Herlitz         | Örebro länsteater                |
| 2004 | Titania                                           | En midsommarnattsdröm (A Midsummer Night's Dream) William Shakespeare    | Sven-Åke Gustavsson   | Regionteatern Blekinge Kronoberg |
| 2006 |                                                   | Rotvälta Robert Jelinek                                                  | Robert Jelinek        | Regionteatern Blekinge Kronoberg |
| 2011 |                                                   | Momo och kampen om tiden (Momo) Michael Ende                             | Frede Gulbrandsen(da) | Malmö stadsteater                |
| 2014 |                                                   | De sista trollen Dennis Magnusson                                        | Dennis Sandin         | Malmö stadsteater                |
| 2015 |                                                   | Folkets fiende (En folkefiende) Henrik Ibsen                             | Dritëro Kasapi        | Malmö Stadsteater                |
| 2015 | Matthias En gammal hora                           | Tolvskillingsoperan (Die Dreigroschenoper) Bertolt Brecht och Kurt Weill | Alexander Öberg       | Malmö stadsteater                |
| 2016 | Svensk                                            | Stockholms blodbad Lucas Svensson och Moqi Simon Trolin                  | Moqi Simon Trolin     | Malmö Stadsteater                |
| 2017 | Änkedrottningen                                   | Livläkarens besök Per Olov Enquist                                       | Johanna Garpe         | Malmö Stadsteater                |
| 2018 | Medverkande                                       | Vinnaren tar allt, cabaret Gertrud Larsson och Åsa Asptjärn              | Hugo Hansén           | Malmö Stadsteater                |
| 2018 |                                                   | Alfabet Inger Christensen                                                |                       | Malmö stadsteater                |
| 2019 | Daisy, barn Barn Diane Daisy, vuxen Sjuksköterska | Ett självmords anatomi Alice Birch                                       | Suzanne Osten         | Malmö Stadsteater                |
| 2019 | Linda                                             | En handelsresandes död (Death of a Salesman) Arthur Miller               | Dennis Sandin         | Malmö stadsteater                |